# Rio Suwannee
O rio Suwannee (em inglês:  Suwannee River ou Suwanee River) é um rio do sudeste dos Estados Unidos, com 426 km de comprimento. Sua foz fica no golfo do México.

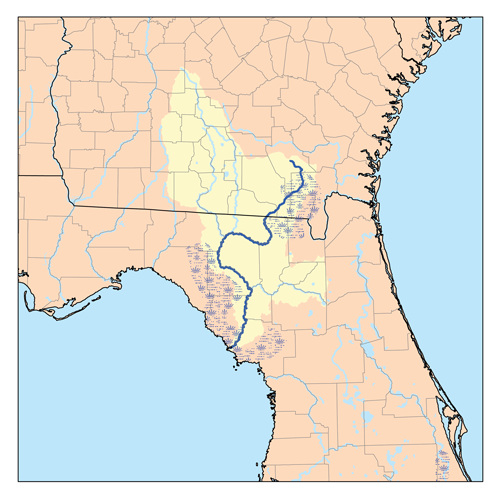
Mapa da localização do rio Suwannee.